# Amakusa, Kumamoto
Amakusa (天草市 Amakusa-shi) là một thành phố thuộc tỉnh Kumamoto, Nhật Bản. Thành phố được thành lập ngày 27 tháng 3 năm 2006 sau khi sáp nhập các thị trấn Hondo, Ushibuka, Amakusa (cũ), Ariake, Goshoura, Itsuwa, Kawaura, Kuratake, Shinwa và Sumoto.
Trụ sở của Amakusa Airlines nằm ở Amakusa.
Đến ngày 01 tháng 12 năm 2008, dân số thành phố là 91.419 người trên diện tích 683,17 km², mật độ 133,8 người/ km².

## Hình ảnh

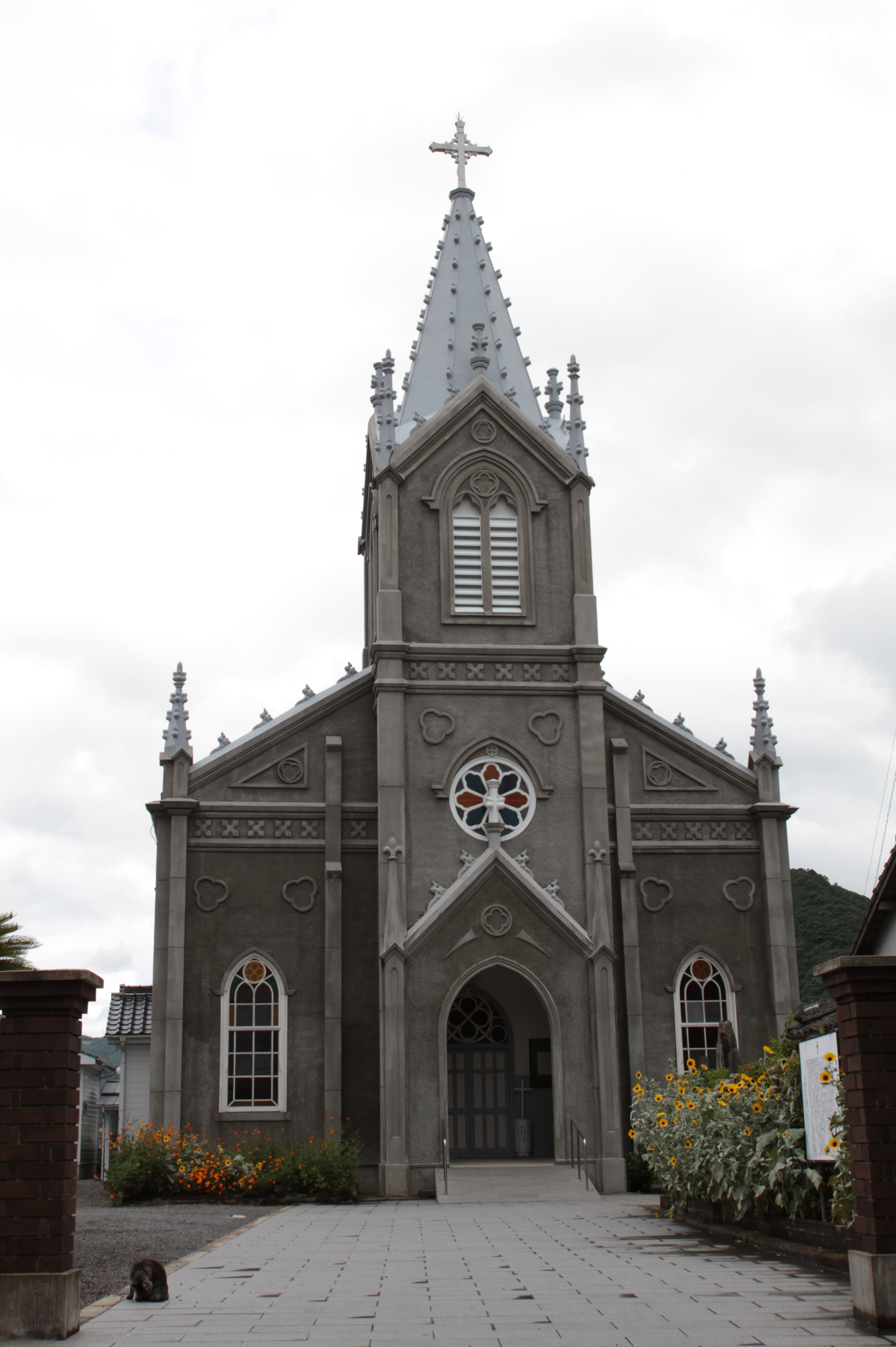
崎津天主堂
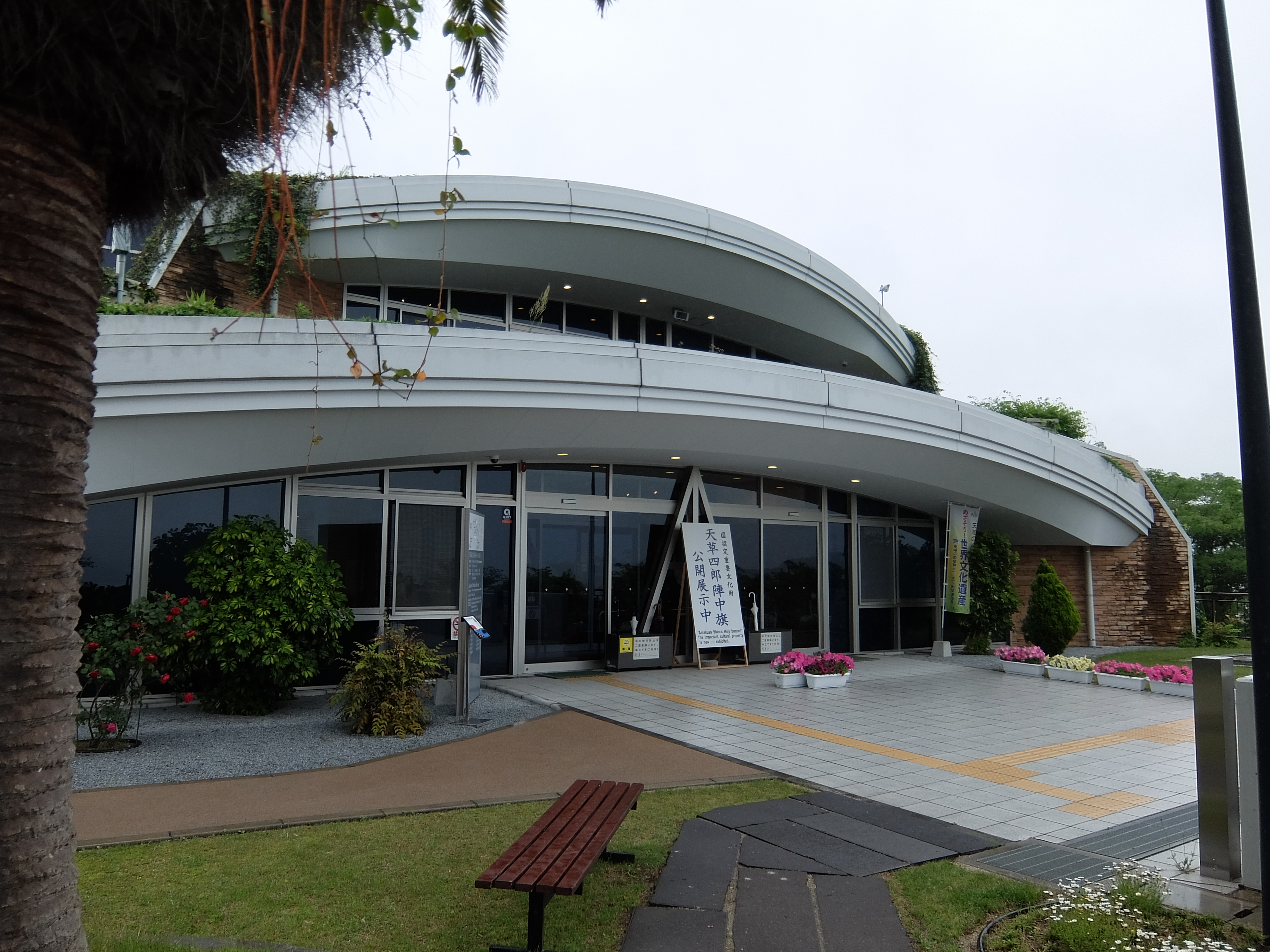
天草切支丹館
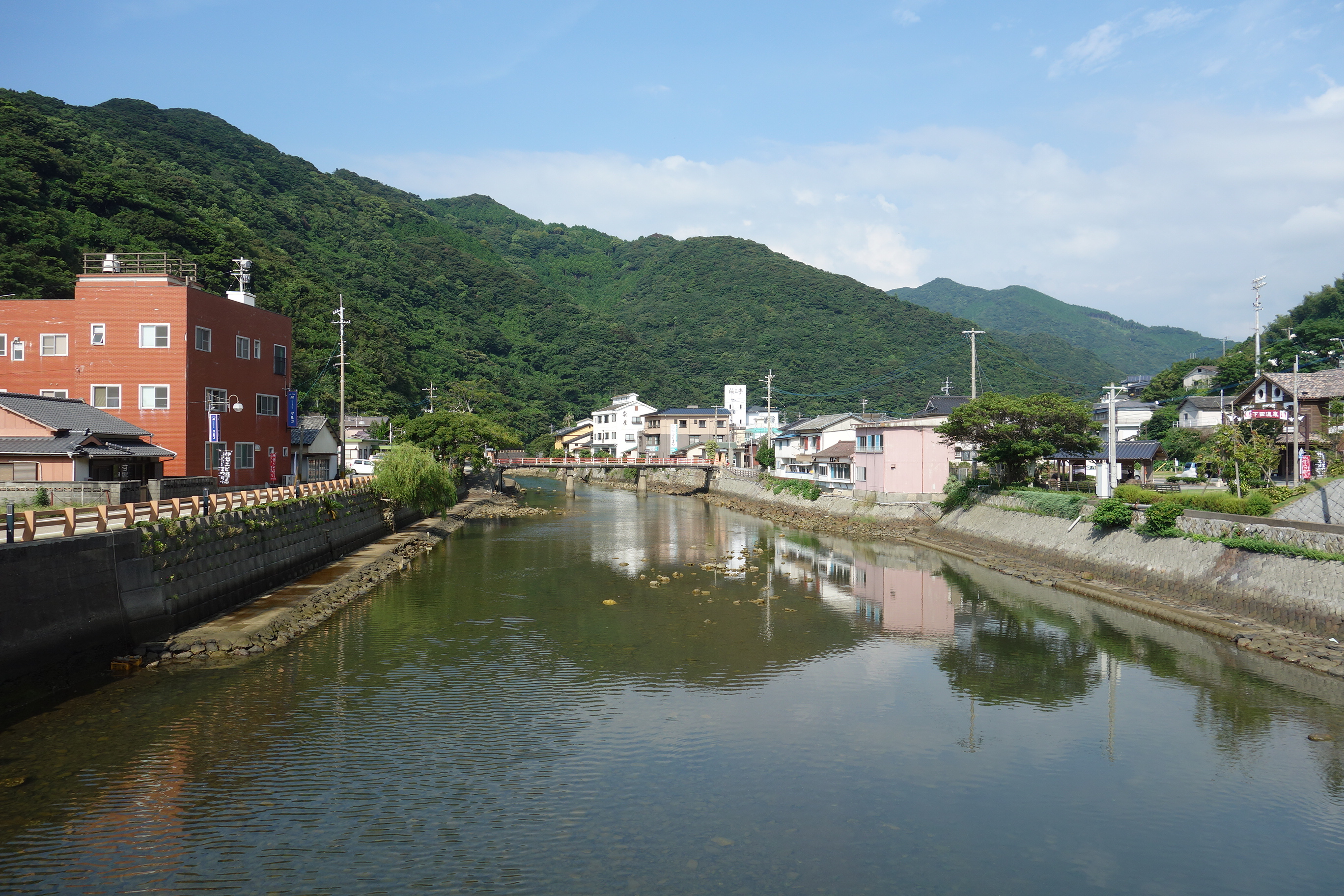
下田温泉